# Rhodeus amarus
Espèce
La Bouvière (Rhodeus sericeus amarus) est un poisson d'eau douce  tempérée appartenant à la sous-famille Acheilognathinae de la famille des Cyprinidae. Il est originaire d'Europe, allant du bassin du Rhône en France à la Neva en Russie. 
Il a été décrit à l'origine comme Cyprinus amarus par Marcus Elieser Bloch en 1782, et a été mentionné dans la littérature scientifique comme Rhodeus sericeus amarus. Dans son aire de répartition, il est la seule espèce de son genre Rhodeus.
C'est un vestige de l'époque où ces bouvières étaient unies à leur équivalent de Sibérie, Rhodeus sericeus.
Ce poisson atteint une taille de 10 cm. Il se trouve parmi les plantes dans des eaux peu profondes. Il se nourrit principalement de plantes, et, dans une moindre mesure, de vers, de crustacés, d'insectes et de larves.